# Windows Photo Gallery
Windows Photo Gallery (anteriormente Windows Live Photo Gallery y conocido también como Galería de Fotos de Windows), es un software de edición, organización y administración de imágenes descontinuado. Es parte del paquete de software Windows Essentials de Microsoft. El producto no ha estado disponible para su descarga desde el 10 de enero de 2017, ya que la línea de productos Windows Essentials ha sido descontinuada.

## Características
La Galería de Fotos de Windows proporciona una administración, etiquetado y capacidades de búsqueda para fotos digitales, un visor de imágenes que puede reemplazar el visor por defecto, y una herramienta de importación de fotos que se pueden utilizar para tomar fotos de una cámara u otros medios extraíbles. También permite compartir fotos subiéndolos a SkyDrive, Flickr y Facebook.

### Gestión de fotos
Windows Photo Gallery proporciona la capacidad de organizar las colecciones de fotos digitales, añadiendo títulos, calificación, títulos y etiquetas de metadatos personalizados a las fotos. También existe un apoyo limitado para el etiquetado y la gestión de archivos de vídeo, aunque no tengan su edición.
Windows Photo Gallery utiliza el concepto de etiquetado jerárquico (por ejemplo, Persona/Juan Lugar/Lima) para organizar las fotos. La eliminación de una etiqueta de Windows Photo Gallery, también la eliminará de todas las fotos en la utilidad. Adobe Systems Extensible Metadata Platform (XMP) un metadato estándar, un descendiente del ubicuo estándar Exif que casi todas las cámaras digitales actualmente tienen, también es compatible. Esto permite que los datos tales como las etiquetas para ser almacenados y editado mucho más eficiente que EXIF o IPTC.

### Edición de fotos
Windows Photo Gallery permite editar para la corrección de exposición o el color. También proporciona otras funciones, como el cambio de tamaño, recorte y reducción de ojos rojos en la edición básica de fotografías. Los usuarios pueden ver el histograma de color de una foto, que les permite ajustar sombras, iluminaciones y nitidez de la foto. Además, Windows Photo Gallery incluye también herramientas como removedor y reducción de ruido de edición.
Las tecnologías de edición fotográfica desarrolladas por Microsoft Research, incluyendo panorámicas, fusión de Fotos y AutoCollage también están incluidos en Windows Photo Gallery.
Windows Photo Gallery también es compatible con la capacidad de fotos de tamaño de lote, donde se pueden redimensionar varias fotografías en una sola acción, así como la capacidad para girar videos.

### Importación de vídeo y foto
La herramienta de importación de video o fotos de Windows Photo Gallery proporciona la capacidad de ver, seleccionar y etiquetar fotos que se agrupan automáticamente por fecha tomada.

### Soporte de formato
Windows Photo Gallery está basado en el motor de PIX que utiliza la biblioteca de componentes de Windows Imaging (WIC). La aplicación tiene manejo de metadatos nativos y etiquetado y desde Windows Imaging Component es ampliable, puede organizar y ver cualquier formato de imagen. De forma predeterminada, puede ver imágenes JPEG, BMP, PNG, TIFF y HD Photo, así como los formatos de vídeo más comunes. Vídeos QuickTime también son compatibles cuando se instala QuickTime 7. También se admiten formatos de imagen RAW utilizados por las cámaras de gama alta profesionales reflex,  Hay que instalar sus respectivos códecs WIC. Windows Photo Gallery también es compatible con ICC V4, perfiles de color incrustados y tiene compatibilidad con el sistema de Color de Windows. Sin embargo, los formatos de imagen heredado como WMF y EMF no tienen sus respectivos códecs disponibles en WIC y por lo tanto no pueden verse de forma predeterminada. Windows Photo Gallery también pueden ver imágenes GIF, pero muestra GIFs animados como fotogramas individuales en lugar de una animación continua.

## Historia

### Windows Photo Gallery 1.0
La primera versión de Windows Photo Gallery se incluyó con todas las ediciones de Windows Vista y había reemplazado el visor de fax e imágenes de Windows. Las temática de pases de diapositivas con transiciones suaves sólo estaban disponibles en Home Premium y Ultimate.

### Windows Live Photo Gallery (Wave 2)
Con el lanzamiento de Windows 7, Microsoft decidió agregar la Galería de fotos dentro del sistema operativo. En cambio, Windows 7 vino incluido con un software llamado Windows Photo Viewer, que tiene las capacidades de edición de Windows Photo Gallery eliminado. La serie completa de Windows Photo Gallery fue lanzada como parte de la suite de software de Windows Live Essentials en su lugar, y como tal, la aplicación también fue rebautizada como "Windows Live Photo Gallery". La primera versión beta de Windows Live Photo Gallery fue lanzada el 27 de junio de 2007, y la versión final liberada el 6 de noviembre de 2007.

### Windows Live Photo Gallery 2009 (Wave 3)
Windows Live Photo Gallery 2009 salió en beta con el resto de Windows Live Essentials 2009 beta en septiembre de 2008, con una nueva interfaz. El 15 de diciembre de 2008, fueron liberadas las versiones de "beta refresh" de Windows Live Essentials 2009 incluyendo Galería de fotos. Esta versión incluye muchos cambios desde la versión beta anterior basado en comentarios de los usuarios. Un cambio visual significativo en esta versión fue la introducción de un nuevo icono de la aplicación que agrega un tema de diseño común a todas las aplicaciones de Windows Live Essentials. La palabra "beta" fue retirada del número de compilación. el 7 de enero de 2009, las versiones de "beta refresh" se lanzaron como las versiones finales, con la excepción de Windows Live Movie Maker.

### Windows Live Photo Gallery 2011 (Wave 4)
Windows Live Photo Gallery 2011 beta fue lanzado por Microsoft, junto con el resto de Windows Live Essentials 2011 beta, el 24 de junio de 2010. La versión nuevas características de adiciones como reconocimiento facial, fusion de Fotos, geotagging, removedor y reducción de ruido. La actualización de la versión beta fue lanzada el 18 de agosto de 2010, y la versión final de Windows Live Photo Gallery 2011 fue lanzada con la versión final de Windows Live Essentials 2011 el 30 de septiembre de 2010. Se actualizó con un hotfix (junto con el resto de Essentials excepto la Mesh y Family Safety) el 1 de diciembre de 2010.

### Windows Photo Gallery 2012 (Wave 5)
La versión de Wave 5 fue lanzada el 7 de agosto de 2012. Cambiando el título y ahora es conocido oficialmente como Windows Photo Gallery 2012. La nueva versión añade la función de AutoCollage que permiten a los usuarios seleccionar hasta 50 imágenes y crear automáticamente un collage de sus imágenes, así como la inclusión del plugin Vimeo publishing, que permiten a los usuarios cargar fácilmente sus vídeos en Vimeo.